# Ђовенцано (Павија)
Ђовенцано је насеље у Италији у округу Павија, региону Ломбардија.
Према процени из 2011. у насељу је живело 1336 становника. Насеље се налази на надморској висини од 92 м.